# Parzac
Parzac – miejscowość i gmina we Francji, w regionie Nowa Akwitania, w departamencie Charente.
Według danych na rok 1990 gminę zamieszkiwało 136 osób, a gęstość zaludnienia wynosiła 12 osób/km² (wśród 1467 gmin regionu Poitou-Charentes, Parzac plasuje się na 857. miejscu pod względem liczby ludności, natomiast pod względem powierzchni na miejscu 761.).